# Liste der Naturdenkmale in Biedershausen
Die Liste der Naturdenkmale in Biedershausen nennt die im Gemeindegebiet von Biedershausen ausgewiesenen Naturdenkmale (Stand 23. Mai 2024).

## Naturdenkmale
| Nr.         | Bezeichnung   | Lage                                             | Beschreibung | Bild            |
| ----------- | ------------- | ------------------------------------------------ | ------------ | --------------- |
| ND-7340-330 | Friedenslinde | Winterbacher Straße, Ecke Rockentalerstraße Lage | Tilia sp.    | Fotos hochladen |